# アンナ・マリア・クレメンテッリ
アンナ・マリア・クレメンテッリ（Anna Maria Clementelli、旧姓カンパニーレ Campanile）は、イタリアの映画プロデューサーである。夫シルヴィオ・クレメンテッリとともに映画製作会社「クレシ・チネマトグラフィカ」を設立、共同経営した。生年は不明である。

## 来歴・人物
アンナ・マリア・カンパニーレは、ローマの映画会社「ティタヌス」に入社、1954年、カミロ・マストロチンクエ監督の映画『ソル・クレメンテの休暇 Le Vacanze del Sor Clemente』（日本未公開）の製作事務として、はじめて名をクレジットされる。のちに夫となるシルヴィオ・クレメンテッリは、同作の製作主任であった。つまりアンナ・マリア・カンパニーレはシルヴィオ・クレメンテッリの助手であった。1959年、ジュリオ・ペトローニ監督の『100キロメートル La cento chilometri』（日本未公開）で製作主任に昇格、同作のプロデューサーであるシルヴィオが製作主任を兼務、アンナ・マリアをサポートした。
1963年、「ジョッリ・フィルム」社に移籍、映画2作の製作主任をつとめた。そのうち1作はシルヴィオのプロデュース作であった（『恋のなぎさ』、1963年）。
1966年、シルヴィオ・クレメンテッリとともに映画製作会社「クレシ・チネマトグラフィカ」をローマに設立する。設立第一作はパスクァーレ・フェスタ・カンパニーレ監督、カトリーヌ・スパーク主演のコメディ映画『彼女のダンナ様は私のもの、私だったらダンナを殺す Il marito è mio e l'ammazzo quando mi pare』（1966年、日本未公開）であった。
「クレシ」社設立以来、長らく裏方に回り、作品にクレジットされなかったが、1977年からは、アンナ・マリア・クレメンテッリ名義で、シルヴィオと連名でプロデューサーとしてクレジットされた。1987年には『インクアイリー 審問』（監督ダミアーノ・ダミアーニ）で、シルヴィオとともにダヴィッド・ディ・ドナテッロ賞アリタリア賞を受賞した。1980年代にはテレビ映画を手がけた。
1992年の『青い体験2000 Malizia 2000』（日本未公開）のあとは、シルヴィオともどもプロデュース作品としてクレジットされたものはないが、「クレシ」社はジャンニ・ミネルヴィーニやフランコ・コミッテリらのプロデュース作を製作した。
2001年12月4日、夫シルヴィオと死別した（75歳没）。アンナ・マリアの現況は不明である。また夫シルヴィオが見出し、「クレシ」社が作品を量産した映画監督のパスクァーレ・フェスタ・カンパニーレとの血縁関係も不明である。

## フィルモグラフィ
アンナ・マリア・カンパニーレ名義
- ソル・クレメンテの休暇 Le Vacanze del Sor Clemente　1954年　製作事務　監督カミロ・マストロチンクエ、製作主任シルヴィオ・クレメンテッリ
- 白い天使 L'angelo bianco　1955年　製作事務　監督ラッファエッロ・マタラッツォ、製作主任シルヴィオ・クレメンテッリ
- Belle ma povere　1957年　製作事務　監督ディーノ・リージ、プロデューサー シルヴィオ・クレメンテッリ
- Policarpo, ufficiale di scrittura　1959年　製作事務　監督マリオ・ソルダーティ、プロデューサー シルヴィオ・クレメンテッリ　伊仏スペイン合作映画　※第12回カンヌ国際映画祭コメディ賞受賞
- 100キロメートル La cento chilometri　1959年　製作主任（マリア・カンパニーレ名義）　監督ジュリオ・ペトローニ、プロデューサー・製作主任シルヴィオ・クレメンテッリ
- Risate di gioia　1960年　製作主任　監督マリオ・モニチェリ、プロデューサー シルヴィオ・クレメンテッリ
- Gli Onorevoli　1963年　製作主任　監督セルジオ・コルブッチ、プロデューサージャンニ・ブッファルディ
- 恋のなぎさ La Calda Vita　1963年　製作主任　監督フロレスターノ・ヴァンチーニ、プロデューサー シルヴィオ・クレメンテッリ　伊仏合作

アンナ・マリア・クレメンテッリ名義（すべてプロデューサー）
- L'Ingorgo - Una storia impossibile　1977年　監督ルイジ・コメンチーニ、共同プロデューサー シルヴィオ・クレメンテッリ　※第32回カンヌ国際映画祭コンペティション部門上映作品
- Odio le bionde　1980年　監督ジョルジョ・カピターニ、共同プロデューサー シルヴィオ・クレメンテッリ
- 虚空への跳躍 Salto nel vuoto　1980年　監督マルコ・ベロッキオ、共同プロデューサー シルヴィオ・クレメンテッリ　※第33回カンヌ国際映画祭コンペティション部門上映作品
- Piso pisello　1980年　監督ピーター・デル・モンテ、共同プロデューサー シルヴィオ・クレメンテッリ
- コロンブス/大いなる生涯 Christopher Columbus　テレビ映画　1985年　監督アルベルト・ラットゥアーダ、共同プロデューサー シルヴィオ・クレメンテッリ
- インクアイリー 審問 L'inchiesta　1987年　監督ダミアーノ・ダミアーニ、共同プロデューサー シルヴィオ・クレメンテッリ
- E non se ne vogliono andare!　テレビ映画　1988年　監督ジョルジョ・カピターニ、共同プロデューサー シルヴィオ・クレメンテッリ
- Una Casa a Roma　テレビ映画　1988年　監督ブルーノ・コルティーニ、共同プロデューサー シルヴィオ・クレメンテッリ
- 青い体験2000 Malizia 2000　1992年　監督サルヴァトーレ・サンペリ、共同プロデューサー シルヴィオ・クレメンテッリ

## 註
1. ↑  production secretaryは日本でいう「製作事務」的役割である。
2. ↑  production managerは通常「製作主任」と訳される。企画者・製作者である映画プロデューサーの指揮のもと、現場を取り仕切る製作責任者である。
3. ↑  BFI | Film & TV Database | Clesi Cinematograficaには「1968年営業開始（Started trading: 1968）」とあるが、IMDbのClesi Cinematograficaによれば、「1966年」から作品を製作している。設立第一作を記述する都合上、後者「1966年」を採用した。
4. ↑  Awards for Silvio Clementelliを参照した。